# Emilio Viqueira
Viqueira, cuyo nombre completo es Emilio José Viqueira Moure (Santiago de Compostela, España, 20 de septiembre de 1974), es un exfutbolista español. Jugaba de centrocampista y su último club fue el Xerez CD de la Primera División de España, con el que ejerció las labores de director deportivo de 2010 a 2012. Posteriormente ocupó el mismo cargo en el Club Gimnàstic de Tarragona y en el Club Deportivo Lugo.
Militó durante 5 temporadas en el Real Club Recreativo de Huelva, club con el que más partidos acumula en Primera División y con el que consiguió un subcampeonato de Copa del Rey y una Liga de Segunda División.

## Trayectoria
Se formó en las categorías inferiores del Deportivo. Pero nunca pudo dar el salto definitivo al primer equipo que por aquel entonces era el mítico "Superdepor" y no tuvo sitio. Pese a eso, Viqueira llegó a jugar varios partidos en Primera con el Deportivo.
Finalmente es cedido una temporada a Portugal, al Campomaiorense donde no termina nunca de adaptarse y tiene que volver al año siguiente al filial deportivista.
En la temporada 99-00 ficha por el Xerez CD donde permanece tres temporadas en las que vive un ascenso a Segunda División y lucha por otro a Primera División que finalmente no consigue.
En la temporada 02-03 tras sus muy buenas temporadas en Jerez, decide dar un paso adelante en su carrera y fichar por el Recreativo para jugar en la liga de las estrellas. En Huelva permanecería 5 temporadas, dos de ellas en Primera División y tres en Segunda División, donde viviría los mejores momentos de su carrera, consiguiendo un subcampeonato de Copa del Rey y una Liga de Segunda División, convirtiéndose así en uno de los ídolos de la afición y en una de los jugadores más carismáticos de la historia del Decano. Hasta la 07-08 en la que se marcha gratis al Levante después de haber denunciado al club onubense por supuestos impagos. Durante su etapa como recreativista vivió también un descenso a Segunda División pero posteriormente se resarciría siendo un hombre clave en la vuelta del Decano a Primera.
Desgraciadamente para "El Mago", su paso por el Levante fue muy desafortunado ya que no contó con minutos y los problemas económicos del club le impidieron a él y a los demás compañeros cobrar las nóminas con normalidad. Además, mientras estaba en el Levante tuvo un accidente de tráfico regresando de unos días de descanso. Afortunadamente salió ileso él y toda su familia. Al final, en el mercado invernal de esa temporada, es cedido al Xerez CD, donde consigue ilusionar a la afición que aún recordaba su grandioso paso por el club en su primera etapa. Pero no fueron pocas las críticas y desconfianza que le llovieron por el estado de forma de Viqueira. Sin embargo, Emilio demostró que es un talento del fútbol y no necesitaba correr detrás de la pelota para jugar. Finalmente Emilio Viqueira es clave en la salvación del Xerez CD y en el verano se consigue el fichaje en propiedad.

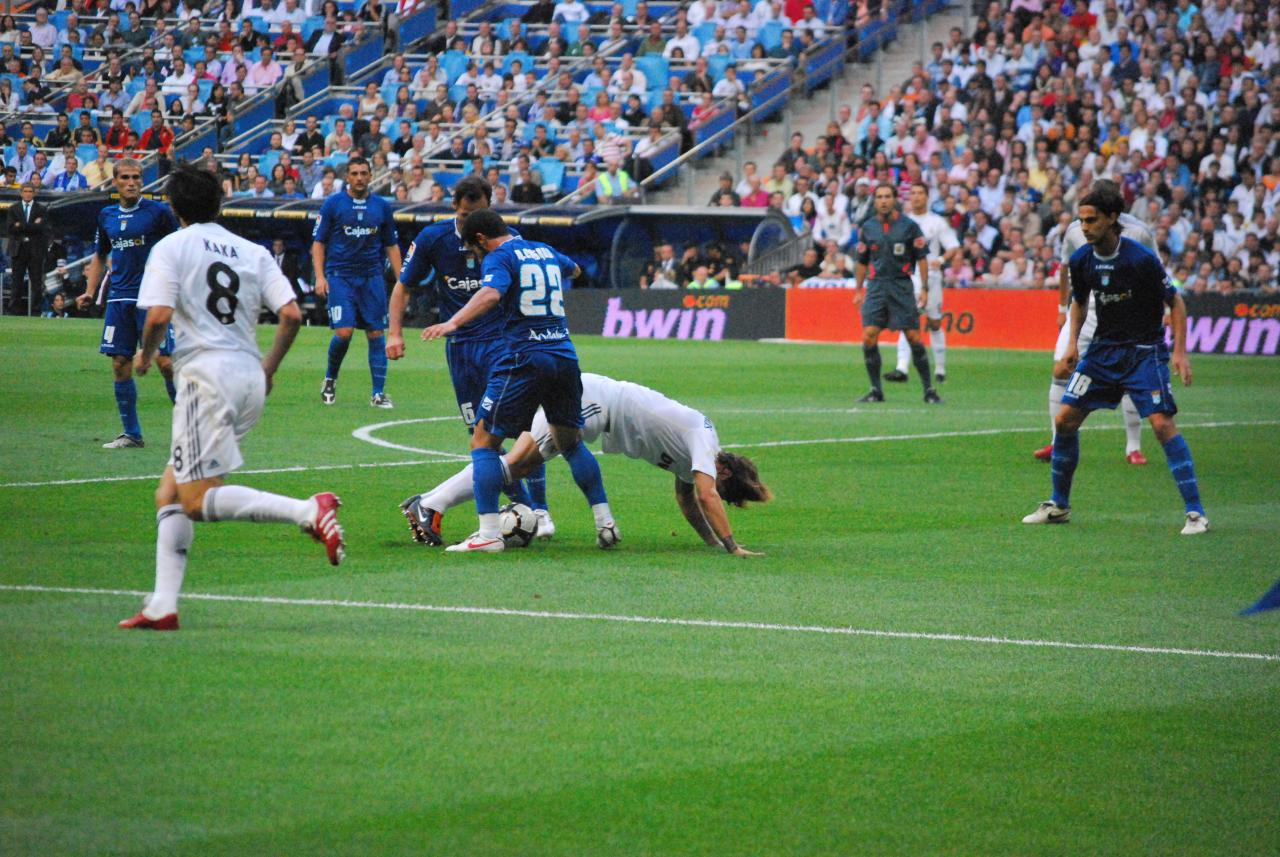
Emilio en el fondo de la imagen, en el Bernabeu

En la temporada 08-09 Emilio vuelve a hacerse con la titularidad en el centro del campo demostrando de nuevo su gran calidad llevando al equipo a los puestos de ascenso. Lamentablemente a mitad de temporada sufre una lesión que le aparta del equipo durante aproximadamente 1 mes y pierde la titularidad en detrimento de Abel. Poco a poco Emilio va recuperándose y comienza a participar en los partidos, sin embargo el puesto ya se lo había apropiado Abel.
De todos modos el equipo logra el ascenso a la máxima categoría del fútbol español por primera vez en su historia, y Viqueira consigue quitarse el peso de no haber podido subir a Primera en la 01-02.
En el verano de la temporada 09-10, "El Mago" en una entrevista en la web oficial del Xerez CD se confiesa xerecista y expresa sus deseos de retirarse en el club jerezano, algo que haría al terminar esa campaña.

### Director deportivo
Entre 2010 y 2012 fue el director deportivo del Xerez.
En 2013 pasa a ocupar ese mismo cargo en el Club Gimnàstic de Tarragona, tras la vacante producida por la baja de José Sicart. El gallego habría sido una elección directa de los nuevos gestores de la SAD.
En mayo de 2018 dejó el Nàstic para fichar como director deportivo con el Club Deportivo Lugo, pero fue cesado por el club gallego tras apenas unos meses en el cargo.

## Selección regional
Jugador de la Selección Gallega de fútbol desde 2005.

## Clubes
| Club                       | Temporada | Categoría          | Partidos | Goles |
| -------------------------- | --------- | ------------------ | -------- | ----- |
| Deportivo B                | 1995-1996 | Segunda División B | 16       | 2     |
| Deportivo                  | 1995-1996 | Primera División   | 19       | 0     |
| Deportivo B                | 1996-1997 | Segunda División B | 24       | 2     |
| Deportivo                  | 1996-1997 | Primera División   | 7        | 0     |
| SC Campomaiorense (Cedido) | 1997-1998 | -                  | 18       | 3     |
| Deportivo B                | 1998-1999 | Segunda División B | 37       | 4     |
| Xerez CD                   | 1999-2000 | Segunda División B | 33       | 4     |
| Xerez CD                   | 2000-2001 | Segunda División B | 31       | 2     |
| Xerez CD                   | 2001-2002 | Segunda División   | 30       | 2     |
| Recreativo                 | 2002-2003 | Primera División   | 32       | 3     |
| Recreativo                 | 2003-2004 | Segunda División   | 32       | 2     |
| Recreativo                 | 2004-2005 | Segunda División   | 31       | 3     |
| Recreativo                 | 2005-2006 | Segunda División   | 40       | 3     |
| Recreativo                 | 2006-2007 | Primera División   | 24       | 1     |
| Levante UD                 | 2007-2008 | Primera División   | 9        | 1     |
| Xerez CD (Cedido)          | 2007-2008 | Segunda División   | 19       | 3     |
| Xerez CD                   | 2008-2009 | Segunda División   | 33       | 0     |
| Xerez CD                   | 2009-2010 | Primera División   | 17       | 0     |

## Palmarés

### Campeonatos nacionales
| Título                           | Club       | País   | Año  |
| -------------------------------- | ---------- | ------ | ---- |
| Liga española (Segunda División) | Recreativo | España | 2006 |
| Liga española (Segunda División) | Xerez      | España | 2009 |